# Группа армий «Юг»
Группа армий «Юг» (нем. Heeresgruppe Süd) — формирование (группа армий) вооружённых сил нацистской Германии (вермахта) во Второй мировой войне.
Формировалась четырежды:
- 26 августа 1939 года (упразднена 8 октября 1939 года);
- 22 июня 1941 года (упразднена 9 июля 1942 года);
- 12 февраля 1943 года (упразднена 4 апреля 1944 года);
- 23 сентября 1944 года (упразднена 30 апреля 1945 года).

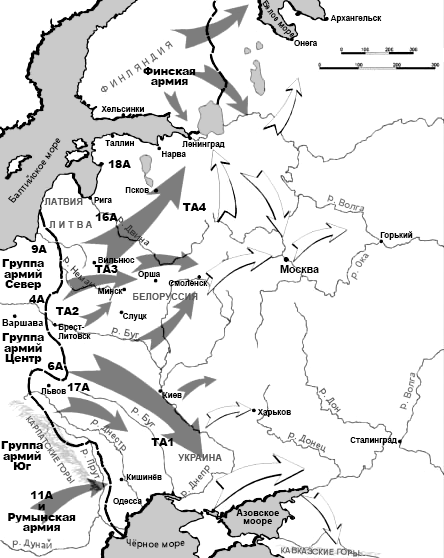
Операция «Барбаросса»
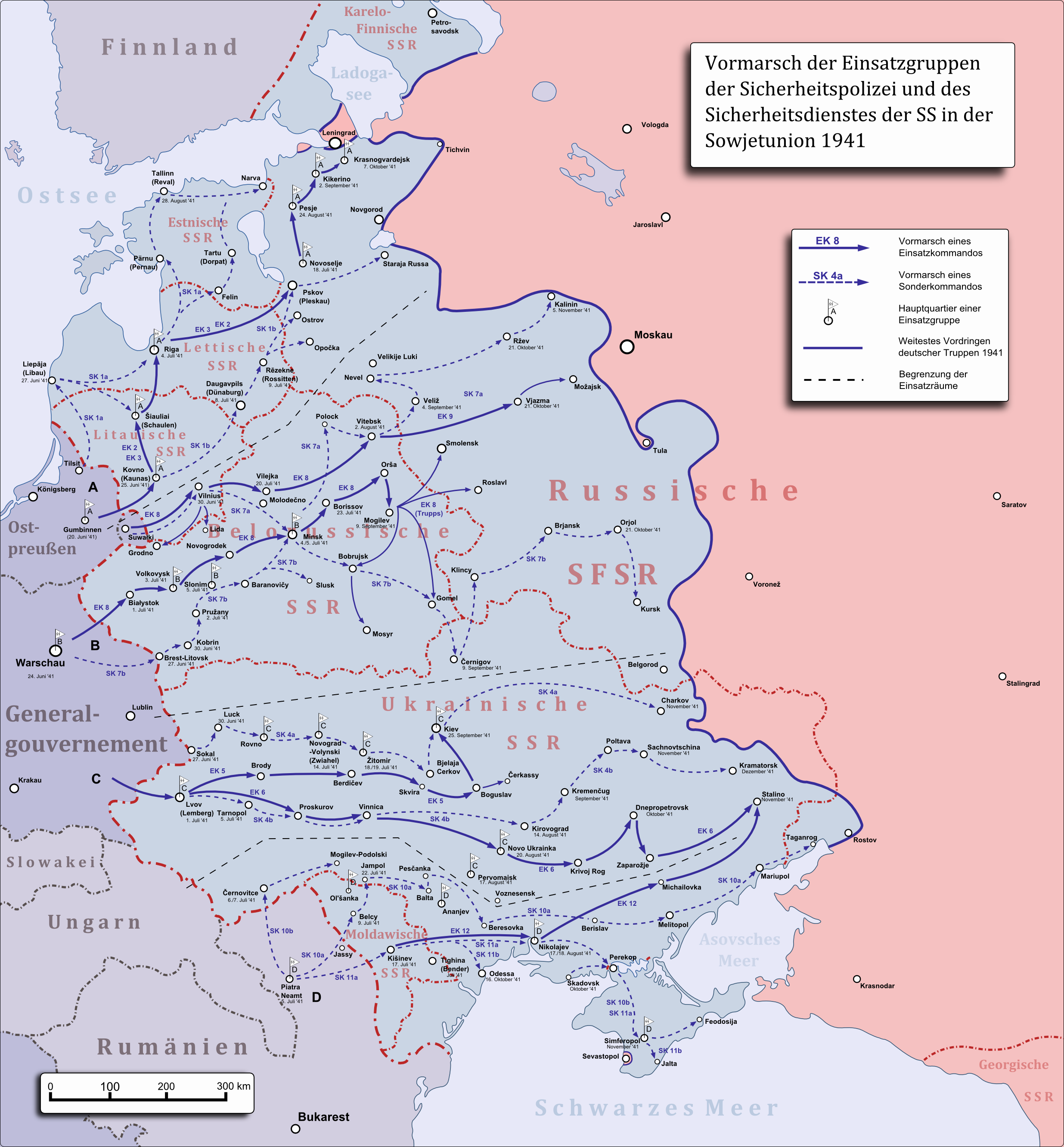
Продвижение групп армий и айнзацгрупп A, B, C, D на оккупированных территориях Советского Союза в зоне действия групп армий вооружённых сил Германии (вермахта), их сателлитов и союзников, 1941 год. Условные обозначения: EK8 — № и маршрут айнзацкоманды; SK4a — № и маршрут зондеркаманды; флажок — место дислокации и наименование айнзацгруппы; сплошная линия — продвижение войск групп армий; пунктирная линия — границы действия айнзацгрупп.

## Хронология

### 1939 год
24 августа 1939 года создание Группы армий «Юг» началось преобразованием командования 12-й полевой армии мирного времени ВС нацистской Германии.
С 1 сентября участвует во вторжении в Польшу совместно с Группой армий «Север» под командованием генерал-полковника фон Бока, являясь главной ударной силой вооружённых сил Германии (вермахта).
По окончании Польской кампании переформирована, переведена на Западноевропейский ТВД и переименована в Группу армий «A».

### 1941 год
22 июня 1941 года Группа армий «A» получает наименование Группа армий «Юг». На начальном этапе операции «Барбаросса» (вторжение в СССР) группа вела наступление на южном направлении (Львов — Киев — Севастополь — Одесса — Ростов-на-Дону). За первые месяцы войны войска группы армий нанесли серию тяжелых поражений советским войскам. Но под Ростовом в ноябре—декабре 1941 года немецкие войска потерпели крупное поражение в Ростовской наступательной операции советских войск.

### 1943 год
В конце 1943 года штаб-квартирой группы являлся город Кривой Рог.

### 1944 год
В 1944 была разделена на две группы армий — «Северная Украина» и «Южная Украина». Держала упорную оборону на Днепре от наступающих советских войск.

### 1945 год
Группа армий «Юг» прекратила своё существование в ходе Грацско-Амштеттенской операции советских войск (апрель—май 1945), когда часть её бежала и капитулировала перед американскими войсками, а около 122 тысяч солдат и офицеров были пленены Красной Армией.

## Состав

### 1939 год
- 8-я полевая армия (генерал пехоты Бласковиц)
- 10-я полевая армия (генерал артиллерии Рейхенау)
- 14-я полевая армия (генерал-полковник Лист)

### 1941 год
В июне — декабре 1941 года (командующий — Рундштедт) группа имела следующий состав (единственная группа армий в вермахте, включавшая больше двух полевых армий):
- 6-я полевая армия (генерал-полковник Рейхенау)
- 11-я полевая армия (генерал-полковник Шоберт)
- 17-я полевая армия (генерал пехоты Штюльпнагель до 4 октября 1941 года, затем генерал-полковник Гот)
- 1-я танковая группа, с октября 1-я танковая армия (генерал-полковник Клейст)
- 4-й воздушный флот генерал-полковник Александер Лёр
- 3-я румынская полевая армия (Петре Думитреску)
- 4-я румынская полевая армия (Николае Чуперка)

Тыловые районы группы армий охраняли:
- 213-я охранная дивизия страны[1];
- 444-я охранная дивизия страны;
- 454-я охранная дивизия страны.

В прифронтовой полосе группы действовала Айнзацгруппа Ц.
Численность Группы армий Юг на 22 июня 1941 года: свыше 900 000 человек, 16 008 орудий, 1190 танков, 1778 самолётов.

### 1942 год
| - 102-я венгерская пехотная дивизия - 1/,2/,3/41-й пехотный полк - 1/,2/,3/42-й пехотный полк - 156-й батальон материального обеспечения - 6-я венгерская пехотная дивизия - 22-й пехотный полк - 52-й пехотный полк - 6-й артиллерийский полк | - 88-я пехотная дивизия или группа Голлвицера (Gollwitzer Group): - 1/,2/,3/245-й пехотный полк - 1/,2/,3/246-й пехотный полк - 1/,2/,3/248-й пехотный полк - 1/,2/,3/188-й артиллерийский полк - 188-й противотанковый дивизион - 188-й разведывательный батальон - 188-й сапёрный батальон - 188-й батальон связи - Подразделения обслуживания дивизии - 403-я охранная дивизия (только штаб) |

| - Штаб z.b.V 8-й армии (по особым поручениям) - 308-е (H) артиллерийское командование - 312-е (H) артиллерийское командование - 623-й моторизованный артиллерийский полковой штаб - 1/84-й моторизованный артиллерийский дивизион (240-мм орудия) - 505-я моторизованная погодная группа - 502-я моторизованная звукометрическая группа - 620-я моторизованная геодезическая группа - 2-й полковой штаб подразделений реактивных миномётов - 4-й строительный батальон - 522-й строительный батальон (1/2) - 921-й штабной мостовой эскадрон - 923-й штабной мостовой эскадрон - 938-й штабной мостовой эскадрон - 2/408-я мостовая колонна Б (Brüko B) - 2/412-я мостовая колонна Б (Brüko B) - 534-я мостовая колонна Б (Brüko B) - 660-я мостовая колонна Б (Brüko B) - 10-я мостовая колонна Б - 81-е подразделение со снаряжением мостовой колонны - 675-е подразделение со снаряжением мостовой колонны - 906-е командование штурмовых катеров | - 7-й строительный штаб - 22-й строительный штаб - 78-й строительный батальон - 134-й строительный батальон - 154-й строительный батальон - 676-й тяжёлый дорожно-строительный батальон - 506-й лёгкий велосипедный дорожно-строительный батальон - 133-й строительный (K) батальон - 402-й строительный (K) батальон - H XVI верхняя группа Имперской службы труда - H XIX верхняя группа Имперской службы труда - 2-я группа, K314-я (велосипедная) группа Имперской службы труда - Metzner Staff OT Unit - 41st OT Unit - 87th OT Unit - 559-й противотанковый дивизион (76.2-мм САУ) - 560-й противотанковый дивизион (75-мм буксируемые) - 602-й зенитный дивизион - 619-й зенитный дивизион - 563-й полк связи - 58-е полевое командование связи - 70-й взвод пропаганды |

| - LV армейский корпус: - 124-е артиллерийское командование - 618-й моторизованный артиллерийский штаб - 243-й дивизион штурмовых орудий - 1/231-й артиллерийский дивизион (lFH на конной тяге) - 709-й моторизованный артиллерийский дивизион (100mm орудия) - 2/67-й моторизованный тяжёлый полевой артиллерийский дивизион - 635-й моторизованный миномётный дивизион (210-мм гаубицы) - 13-й моторизованный наблюдательный батальон - 53-й полк реактивных миномётов - 407-й моторизованный инженерный полковой штаб - 654-й сапёрный батальон (на конной тяге) - 752-й сапёрный батальон (на конной тяге) - 522-й мостостроительный батальон (1/2 батальоны) - 63-й строительный батальон - 417-й строительный батальон - K313-я (велосипедная) группа Имперской службы труда - 3/511-й противотанковый дивизион (75-мм PAK 40) - 654-й противотанковый дивизион (75-мм PAK 40) - 45-я пехотная дивизия - 1/,2/,3/130-й пехотный полк - 1/,2/,3/133-й пехотный полк - 1/,2/,3/135-й пехотный полк - 45-й противотанковый дивизион - 45-й велосипедный батальон - 1/,2/,3/98-й артиллерийский полк - 1/99-й артиллерийский дивизион - 81-й сапёрный батальон - 65-й батальон связи - Подразделения поддержки дивизии - 95-я пехотная дивизия - 1/,2/,3/278-й пехотный полк - 1/,2/,3/279-й пехотный полк - 1/,2/,3/280-й пехотный полк - 195-й быстрый батальон - 1/,2/,3/,4/195-й артиллерийский полк - 195-й сапёрный батальон - 195-й батальон связи - Подразделения поддержки дивизии - 299-я пехотная дивизия или группа Мозера: - 1/,2/,3/528-й пехотный полк - 1/,2/,3/529-й пехотный полк - 1/,2/,3/530-й пехотный полк - 299-й противотанковый дивизион - 1/,2/,3/,4/299-й артиллерийский полк - 299-й сапёрный батальон - 299-й батальон связи - Подразделения поддержки дивизии - 1-я моторизованная бригада СС - 1/,2/,3/8-й моторизованный полк СС «Рейхсфюрер» - 1/,2/,3/10-й моторизованный полк СС «Рейхсфюрер» - Подразделения связи - 385-я пехотная дивизия: - 1/,2/,3/537-й пехотный полк - 1/,2/,3/538-й пехотный полк - 1/,2/,3/539-й пехотный полк - 1/,2/,3/,4/385-й артиллерийский полк - 385-й противотанковый дивизион - 385-й разведывательный батальон - 385-й инженерный батальон - 385-й батальон связи - Подразделения поддержки дивизии | - XXXXVIII танковый корпус: - 108-е артиллерийское командование - 201-й дивизион штурмовых орудий - 2/72йй моторизованный артиллерийский дивизион (100-мм пушки) - 1/108-й смешанный моторизованный полевой артиллерийский дивизион - 2/109-й моторизованный миномётный дивизион (210-мм пушки) - 3-й моторизованный полк тяжёлых реактивных миномётов - 520-й моторизованный сапёрный полковой штаб - 651-й (mot) сапёрный батальон - 21-й мостостроительный батальон - 2 моторизованные мостостроительные роты Б - 419-й строительный батальон - 2 группы Имперской службы труда - 9-я танковая дивизия: - 1/,2/,3/33-й танковый полк - 9-я моторизованная бригада - 1/,2/,3/10-й моторизованный полк - 1/,2/,3/11-й моторизованный полк - 701-я батарея штурмовых орудий - 50-й противотанковый дивизион - 59-й мотоциклетный полк - 1/,2/,3/,4/102-й артиллерийский полк - 85-й батальон связи - 86-й сапёрный батальон - Подразделения поддержки дивизии - 82-я пехотная дивизия: - 1/,2/,3/158-й пехотный полк - 1/,2/,3/166-й пехотный полк - 1/,2/,3/168-й пехотный полк - 182-й быстрый батальон - 1/,2/,3/,4/182-й артиллерийский полк - 182-й сапёрный батальон - 182-й батальон связи - Подразделения поддержки дивизии - 2-я венгерская полевая армия: - 800-й моторизованный артиллерийский дивизион (150-мм орудий) - 7-я венгерская лёгкая пехотная дивизия: - 4-й пехотный полк - 35-й пехотный полк - 7-й артиллерийский полк - 9-я венгерская лёгкая дивизия: - 17-й пехотный полк - 47-й пехотный полк - 9-й артиллерийский полк - 16-я моторизованная дивизия - 1/,2/,3/60-й моторизованный полк - 1/,2/,3/156-й моторизованный полк - 228-й противотанковый дивизион - 116-й танковый батальон - 700-е танковое соединение - 165-й мотоциклетный полк - 1/,2/,3/,4/146-й артиллерийский полк - 288-й батальон связи - 675-й сапёрный батальон - Подразделения поддержки дивизии - Приданы: - 24-я танковая дивизия: - 24-я стрелковая бригада - 1/,2/21-й стрелковый полк - 1/,2/26-й стрелковый полк - 1/,2/24-й танковый полк - 4-й мотоциклетный полк - 1/,2/,3/89-й артиллерийский полк - 40-й противотанковый дивизион - 40-й сапёрный батальон - 86-й батальон связи - Подразделения поддержки дивизии - 377-я пехотная дивизия: - 1/,2/,3/768-й пехотный полк - 1/,2/,3/769-й пехотный полк - 1/,2/,3/790-й пехотный полк - 1/,2/,3/,4/377-й артиллерийский полк - 377-й противотанковый дивизион - 377-й разведывательный батальон - 377-й инженерный батальон - 377-й батальон связи - Подразделения поддержки дивизии |

| - 310-е (H) артиллерийское командование - 41-й моторизованный артиллерийский полковой штаб - 177-й дивизион штурмовых орудий - 245-й дивизион штурмовых орудий - 2/53-й моторизованный артиллерийский дивизион (100-мм) - 849-й моторизованный артиллерийский дивизион (100-мм) - 2/40-й смешанный моторизованный полевой тяжёлый артиллерийский дивизион - 5-я & 6-я батареи 2/46-го моторизованного полевого тяжёлого артиллерийского дивизиона - 2/63-й моторизованный тяжёлый полевой артиллерийский дивизион - 851-й моторизованный тяжёлый полевой артиллерийский дивизион - 855-й миномётный дивизион (210-мм) - 16-й моторизованный наблюдательный батальон - 28-й моторизованный наблюдательный батальон - 103-я батарея аэростатов - 507-й моторизованный погодный отряд - 506-й моторизованный звукометрический отряд - 626-й моторизованный звукометрический отряд - 608-й геодезический отряд - 674-й моторизованный сапёрный полковой штаб - 635-й моторизованный сапёрный батальон - 672-й сапёрный батальон (на конной тяге) - 655-й мостостроительный батальон - 24-я моторизованная мостовая колонна Б - 51-я моторизованная мостовая колонна Б | - 54-я моторизованная мостовая колонна Б - 99-я моторизованная мостовая колонна Б - 100-я моторизованная мостовая колонна Б - 2/410-я моторизованная мостовая колонна Б - 1/505-я моторизованная мостовая колонна Б - 537-я моторизованная мостовая колонна Б - 602-я моторизованная мостовая колонна Б - 630-я моторизованная мостовая колонна Б - 666-я моторизованная мостовая колонна Б - 815-й мостовой отряд Б - 816-й мостовой отряд Б - 817-й мостовой отряд Б - Zug M. St. 701-й мостовой отряд Б - Zug M. St. 702-й мостовой отряд Б - Zug M. St. 703-й мостовой отряд Б - 156-й мостовой отряд Т - 162-й мостовой отряд Т - 175-й мостовой отряд Т - 198-й мостовой отряд Т - 4 f 35th French Bridging Train Detachment - 2-й строительный батальон - 407-й строительный батальон - 1-й K строительный батальон - 105-й K строительный батальон |

| - XXXX танковый корпус: - 128-е артиллерийское командование - 3-я танковая дивизия - 1/,2/,3/6-й танковый полк - 3-я моторизованная бригада - 1/,2/,3/3-й моторизованный полк - 1/,2/,3/394-й моторизованный полк - 543-й противотанковый дивизион - 3-й мотоциклетный полк - 1/,2/,3/,4/75-й артиллерийский полк - 39-й батальон связи - 39-й сапёрный батальон - Подразделения поддержки дивизии - 23-я танковая дивизия: - 1/,2/,3/201-й танковый полк - 23-я моторизованная бригада - 1/,2/,3/126-й моторизованный полк - 1/,2/,3/128-й моторизованный полк - 128-й противотанковый дивизион - 23-й мотоциклетный полк - 1/,2/,3/,4/128-й артиллерийский полк - 128-й батальон связи - 51-й сапёрный батальон - Подразделения поддержки дивизии - XXIX армейский корпус: - 102-е артиллерийское командование - 540-й тяжёлый дорожно-строительный батальон - 16-й строительный батальон - 79-я пехотная дивизия - 1/,2/,3/208-й пехотный полк - 1/,2/,3/212-й пехотный полк - 1/,2/,3/226-й пехотный полк - 179-й противотанковый дивизион - 179-й велосипедный батальон - 1/,2/,3/,4/179-й артиллерийский полк - 179-й сапёрный батальон - 179-й батальон связи - Подразделения поддержки дивизии - 75-я пехотная дивизия - 1/,2/,3/172-й пехотный полк - 1/,2/,3/202-й пехотный полк - 1/,2/,3/222-й пехотный полк - 175-й противотанковый дивизион - 175-й велосипедный батальон - 1/,2/,3/,4/175-й артиллерийский полк - 175-й сапёрный батальон - 175-й батальон связи - Подразделения поддержки дивизии - 168-я пехотная дивизия - 1/,2/,3/417-й пехотный полк - 1/,2/,3/429-й пехотный полк - 248-й противотанковый дивизион - 248-й велосипедный батальон - 1/,2/,3/,4/248-й артиллерийский полк - 248-й сапёрный батальон - 248-й батальон связи - Подразделения поддержки дивизии - 57-я пехотная дивизия - 1/,2/,3/164-й пехотный полк - 1/,2/,3/199-й пехотный полк - 1/,2/,3/217-й пехотный полк - 157-й противотанковый дивизион - 157-й велосипедный батальон - 1/,2/,3/,4/157-й артиллерийский полк - 157-й сапёрный батальон - 157-й батальон связи - Подразделения поддержки дивизии | - VIII армейский корпус: - 7-е артиллерийское командование - 191-й дивизион штурмовых орудий - 2/71-й смешанный тяжёлый гаубичный дивизион - 616-й 210-мм миномётный дивизион - 25-й моторизованный наблюдательный батальон - 685-й моторизованный сапёрный полковой штаб - 221-й сапёрный батальон (на конной тяге) - 34-я моторизованная мостовая колонна Б - 578-я моторизованная мостовая колонна Б ((mot) Brücko B) - H 310 (Bicycle) Reich Labor Service Group - 305-я пехотная дивизия - 1/,2/,3/576-й пехотный полк - 1/,2/,3/577-й пехотный полк - 1/,2/,3/578-й пехотный полк - 305-й быстрый батальон - 1/,2/,3/,4/305-й артиллерийский полк - 305-й сапёрный батальон - 305-й батальон связи - Подразделения поддержки дивизии - 113-я пехотная дивизия - 1/,2/,3/260-й пехотный полк - 1/,2/,3/261-й пехотный полк - 1/,2/,3/268-й пехотный полк - 113-й противотанковый дивизион - 113-й велосипедный батальон - 1/,2/,3/,4/113-й артиллерийский полк - 113-й сапёрный батальон - 113-й батальон связи - Подразделения поддержки дивизии - XVII армейский корпус: - 137-е артиллерийское командование - 1/,2/,3/,4/Словацкий артиллерийский полк - 23-й штаб строительного командования - 110th Upper Reich Labor Service Group Leader - 153rd Upper Reich Labor Service Group Leader - 294-я пехотная дивизия - 1/,2/,3/513-й пехотный полк - 1/,2/,3/514-й пехотный полк - 1/,2/,3/515-й пехотный полк - 249-й быстрый батальон - 1/,2/,3/,4/249-й артиллерийский полк - 249-й сапёрный батальон - 249-й батальон связи - Подразделения поддержки дивизии - Группа фон Маккензена |

| - LI армейский корпус - 153-е артиллерийское командование - 711-й артиллерийский дивизион (100 мм) - 6/46-й тяжёлый полевой гаубичный дивизион - 2/65-й смешанный тяжёлый полевой гаубичный дивизион - 861-й 210-мм миномётный дивизион - 604-й моторизованный сапёрный полковой штаб - 657-й сапёрный батальон (на конной тяге) - 255-й мостостроительный батальон - 2/60-я мостовая колонна Б (Brüko B) - 603-я мостовая колонна Б - 609-я мостовая колонна Б (Brüko B) - 615-я мостовая колонна Б (Brüko B) - 667-я мостовая колонна Б (Brüko B) - 168-й отряд с мостовым имуществом для мостовой колонны T - 181-й отряд с мостовым имуществом для мостовой колонны T - 188-й отряд с мостовым имуществом для мостовой колонны T - 521-й тяжёлый дорожно-строительный батальон - 161-й (K.) строительный батальон - 62-я пехотная дивизия - Боевая группа «Фридрих» - 2/,3/208-й пехотный полк - 1/226-й пехотный полк - 1/,2/,3/179-й пехотный полк - 1/,2/,3/183-й пехотный полк - 1/,2/,3/190-й пехотный полк - 162-й противотанковый дивизион - 162-й велосипедный батальон - 1/,2/,3/,4/162-й артиллерийский полк - 162-й сапёрный батальон - 162-й батальон связи - Подразделения поддержки дивизии - 44-я пехотная дивизия - 1/,2/,3/131-й пехотный полк - 1/,2/,3/132-й пехотный полк - 1/,2/,3/134-й пехотный полк - 46-й противотанковый дивизион - 44-й велосипедный батальон - 1/,2/,3/96-й артиллерийский полк - 1/97-й артиллерийский дивизион - 80-й сапёрный батальон - 64-й батальон связи - Подразделения поддержки дивизии - 297-я пехотная дивизия - 1/,2/,3/522-й пехотный полк - 1/,2/,3/523-й пехотный полк - 1/,2/,3/524-й пехотный полк - 297-й противотанковый дивизион - 297-й велосипедный батальон - 1/,2/,3/,4/297-й артиллерийский полк - 297-й сапёрный батальон - 297-й батальон связи - Подразделения поддержки дивизии | - III танковый корпус: - 1/,2/,3/369-й хорватский пехотный полк - 373-й валлонский пехотный батальон - 3-е артиллерийское командование - 511-й моторизованный сапёрный полковой штаб - 627-й сапёрный батальон (на конной тяге) - 924-й штабной мостовой эскадрон - 9-я мостовая колонна Б - 80-я мостовая колонна Б - 160-я мостовая колонна Б - 297-я мостовая колонна Б - 2/404-я мостовая колонна Б - 1/409-я мостовая колонна Б - 539-й отряд с имуществом мостовой колонны Б - 36-е командование строительных войск - 38-й тяжёлый дорожно-строительный батальон - 563-й тяжёлый дорожно-строительный батальон - 9-й пулемётный батальон - 31-й бронепоезд - 14-я танковая дивизия: - 1/,2/,3/36-й танковый полк - 14-я моторизованная бригада - 1/,2/,3/103-й моторизованный полк - 1/,2/,3/108-й моторизованный полк - 4-й противотанковый дивизион - 64-й мотоциклетный полк - 1/,2/,3/,4/4-й артиллерийский полк - 4-й батальон связи - 13-й сапёрный батальон - Подразделения поддержки дивизии - 16-я танковая дивизия: - 1/,2/,3/2-й танковый полк - 16-я моторизованная бригада - 1/,2/,3/64-й моторизованный полк - 1/,2/,3/79-й моторизованный полк - 16-й противотанковый дивизион - 16-й мотоциклетный полк - 1/,2/,3/,4/16-й артиллерийский полк - 16-й батальон связи - 16-й сапёрный батальон - Подразделения поддержки дивизии - 60-я моторизованная дивизия - 1/,2/,3/92-й моторизованный полк - 1/,2/,3/120-й моторизованный полк - 160-й противотанковый дивизион - 160-й танковый батальон - 160-й мотоциклетный полк - 1/,2/,3/,4/160-й артиллерийский полк - 160-й батальон связи - 160-й сапёрный батальон - Подразделения поддержки дивизии - 71-я пехотная дивизия - 1/,2/,3/191-й пехотный полк - 1/,2/,3/194-й пехотный полк - 1/,2/,3/211-й пехотный полк - 171-й противотанковый дивизион - 171-й велосипедный батальон - 1/,2/,3/,4/171-й артиллерийский полк - 171-й сапёрный батальон - 171-й батальон связи - Подразделения поддержки дивизии - 22-я танковая дивизия: - 1/,2/204-й танковый полк - 22-я моторизованная бригада - 1/,2/129-й моторизованный полк - 24-й мотоциклетный полк - 2/,3/,4/140-й артиллерийский полк - 140-й противотанковый дивизион - 140-й батальон связи - 50-й сапёрный батальон - Подразделения поддержки дивизии |

| - 331-е (H) артиллерийское командование - 515-й моторизованный метеорологический отряд - 625-й моторизованный звукометрический отряд - 602-й моторизованный геодезический отряд - 1-й моторизованный учебный полк реактивных миномётов - 666-й моторизованный сапёрный батальон - 73-й (t mot) сапёрный батальон - 560-й мостостроительный батальон - Штаб 927-го мостового эскадрона - 13-я моторизованная мостовая колонна Б - 16-я моторизованная мостовая колонна Б - 50-я моторизованная мостовая колонна Б - 86-я моторизованная мостовая колонна Б - 94-я моторизованная мостовая колонна Б - 97-я моторизованная мостовая колонна Б - 1/,2/413-я моторизованная мостовая колонна Б - 1/,2/415-я моторизованная мостовая колонна Б - 612-я моторизованная мостовая колонна Б - 627-я моторизованная мостовая колонна Б - 651-я моторизованная мостовая колонна Б - 676-я моторизованная мостовая колонна Б - 616-я моторизованная мостовая колонна Б мостового имущества - 5-й моторизованный отряд СС Б мостового имущества - 2 f 35-й французский мостовой отряд - 14-й строительный штаб - 8-е командование строительных войск - 45-е командование строительных войск - 51-й строительный батальон - 107-й строительный батальон - 146-й строительный батальон - 501-й лёгкий строительный батальон - 64-й K строительный батальон - 109-й K строительный батальон - 131-й K строительный батальон - 155-й K строительный батальон - 216-й K строительный батальон - 224-й K строительный батальон - 306-й K строительный батальон - H XVII Upper Reich Labor Service Group Leader - K 24-я группа Имперской службы труда - K 103-я группа Имперской службы труда - K 370-я группа Имперской службы труда - K 371-я группа Имперской службы труда - K 372-я группа Имперской службы труда - Nawratil OT Unit Staff - 61st OT Unit - 67th OT Unit - 616-й зенитный дивизион - 275-й зенитный отряд - 1-й танковый полк связи - 691-я пропагандистская рота - В прямом подчинении 1-й танковой армии: - 4-й охранный полк - Полицейский полк z.b.V. - Румынский армейский корпус: - 5-я румынская пехотная дивизия - 8-й пехотный полк - 9-й пехотный полк - 32-й пехотный полк - 7-й лёгкий артиллерийский полк - 28-й гаубичный полк - 6-я румынская пехотная дивизия - 10-й пехотный полк - 15-й пехотный полк - 27-й пехотный полк - 11-й лёгкий артиллерийский полк - 16-й гаубичный полк | - XIV армейский корпус: - Группа Фёрстера: - 5-я румынская кавалерийская дивизия - 5-й моторизованный полк Rosiori - 7-й кавалерийский полк Rosiori - 8-й кавалерийский полк Rosiori - 2-й конный артиллерийский полк - 6-я румынская кавалерийская дивизия - 9-й моторизованный кавалерийский полк Rosiori - 10-й моторизованный кавалерийский полк Rosiori - 5-й кавалерийский полк Calarasi - 4-й конный артиллерийский полк - Моторизованная дивизия СС «Лейбштандарт СС Адольф Гитлер» - 1/,2/,3/4-й охранный полк - 1/,2/,3/1-й моторизованный полк СС «Лейбштандарт СС Адольф Гитлер» - 1/,2/,3/2-й моторизованный полк СС «Лейбштандарт СС Адольф Гитлер» - Дивизион штурмовых орудий СС «Лейбштандарт СС Адольф Гитлер» - Танковый взвод СС «Лейбштандарт СС Адольф Гитлер» - Мотоциклетный полк СС «Лейбштандарт СС Адольф Гитлер» - 1/,2/,3/,4/Моторизованный артиллерийский полк СС «Лейбштандарт СС Адольф Гитлер» - Противотанковый дивизион СС «Лейбштандарт СС Адольф Гитлер» - Батальон связи СС «Лейбштандарт СС Адольф Гитлер» - Сапёрный батальон СС «Лейбштандарт СС Адольф Гитлер» - 73-я пехотная дивизия - 1/,2/,3/444-й охранный полк (добавлен к дивизии) - 1/,2/,3/170-й пехотный полк - 1/,2/,3/196-й пехотный полк - 1/,2/,3/213-й пехотный полк - 173-й противотанковый дивизион - 173-я велосипедная рота - 1/,2/,3/,4/173-й артиллерийский полк - 173-й сапёрный батальон - 173-й батальон связи - Подразделения поддержки дивизии - 13-я танковая дивизия: - 1/,2/,3/4-й танковый полк - 13-я моторизованная бригада - 1/,2/,3/66-й моторизованный полк - 1/,2/,3/93-й моторизованный полк - 13-й противотанковый дивизион - 43-й мотоциклетный полк - 1/,2/,3/,4/13-й артиллерийский полк - 13-й батальон связи - 4-й сапёрный батальон - Подразделения поддержки дивизии - 125-я пехотная дивизия - 1/,2/,3/419-й пехотный полк - 1/,2/,3/420-й пехотный полк - 1/,2/,3/421-й пехотный полк - 125-й противотанковый дивизион - 125-й велосипедный батальон - 1/,2/,3/,4/125-й артиллерийский полк - 125-й сапёрный батальон - 125-й батальон связи - Подразделения поддержки дивизии - Моторизованная дивизия СС «Викинг» - 1/,2/,3/1-й моторизованный полк СС «Викинг» - 1/,2/,3/2-й моторизованный полк СС «Викинг» - Танковая рота СС «Викинг» - Мотоциклетный (Volkswagen) полк СС «Викинг» - 1/,2/,3/,4/,5/Моторизованный артиллерийский полк СС «Викинг» - Разведывательный батальон СС «Викинг» - Противотанковый батальон СС «Викинг» - Батальон связи СС «Викинг» - Сапёрный батальон СС «Викинг» - Подразделения обеспечения дивизии - Словацкая быстрая дивизия - 1/,2/,3/20-й пехотный полк - 1/,2/,3/21-й пехотный полк - 1/,2/,3/11-й артиллерийский полк (3 батареи/б-на) - 5-й разведывательный батальон - 11-я танковая рота |

| - VI румынский армейский корпус: - 4-я румынская пехотная дивизия - 5-й пехотный полк - 20-й пехотный полк - 21-й пехотный полк - 2-й лёгкий артиллерийский полк - 10-й гаубичный полк - 2-я румынская пехотная дивизия - 1-й пехотный полк - 26-й пехотный полк - 31-й пехотный полк - 4-й лёгкий артиллерийский полк - 14-й гаубичный полк - 20-я румынская пехотная дивизия - 82-й пехотный полк - 84-й пехотный полк - 91-й пехотный полк - 39-й лёгкий артиллерийский полк - 40-й гаубичный полк | - XI армейский корпус: - 6-е артиллерийское командование - 190-й дивизион штурмовых орудий (1 батарея) - 607-й 210-мм миномётный дивизион - 700-й моторизованный сапёрный полковой штаб - 525-й противотанковый дивизион (76.2-мм САУ) - 1-я горнопехотная дивизия: - 1/,2/,3/98-й горнопехотный полк - 1/,2/,3/99-й горнопехотный полк - 44-й противотанковый дивизион - 54-й велосипедный батальон - 1/,2/,3/,4/79-й артиллерийский полк - 54-й полевой запасной батальон - 54-й батальон связи - 54-й сапёрный батальон - Подразделения обеспечения дивизии - 1-я румынская пехотная дивизия - 1/,2/,5-й лёгкий пехотный полк - 1/,2/85-й пехотный полк - 1/,2/93-й пехотный полк - Лёгкий пехотный батальон - 1-й лёгкий артиллерийский полк - 38-й гаубичный полк |

| - IV армейский корпус: - 144-е артиллерийское командование - 23-й моторизованный наблюдательный батальон - 601-й моторизованный сапёрный полковой штаб - 74-й (tmot) сапёрный батальон - 614-й зенитный дивизион - 9-я пехотная дивизия - 1/,2/,3/36-й пехотный полк - 1/,2/,3/57-й пехотный полк - 1/,2/,3/116-й пехотный полк - 9-й противотанковый дивизион - 9-й велосипедный батальон - 1/,2/,3/9-й артиллерийский полк - 1/45-й артиллерийский дивизион - 9-й сапёрный батальон - 9-й батальон связи - Подразделения обеспечения дивизии - 94-я пехотная дивизия - 1/,2/,3/267-й пехотный полк - 1/,2/,3/274-й пехотный полк - 1/,2/,3/276-й пехотный полк - 194-й быстрый батальон - 1/,2/,3/,4/194-й артиллерийский полк - 194-й сапёрный батальон - 194-й батальон связи - Подразделения обеспечения дивизии - 111-я пехотная дивизия - 1/,2/,3/50-й пехотный полк - 1/,2/,3/70-й пехотный полк - 1/,2/,3/117-й пехотный полк - 111-й противотанковый дивизион - 111-й велосипедный батальон - 1/,2/,3/,4/111-й артиллерийский полк - 111-й сапёрный батальон - 111-й батальон связи - Подразделения обеспечения дивизии - 76-я пехотная дивизия - 1/,2/,3/178-й пехотный полк - 1/,2/,3/203-й пехотный полк - 1/,2/,3/230-й пехотный полк - 176-й велосипедный батальон - 1/,2/,3/,4/176-й артиллерийский полк - 176-й противотанковый дивизион - 176-й сапёрный батальон - 176-й батальон связи - Подразделения обеспечения дивизии - 295-я пехотная дивизия - 1/,2/,3/516-й пехотный полк - 1/,2/,3/517-й пехотный полк - 1/,2/,3/518-й пехотный полк - 1/,2/,3/,4/295-й артиллерийский полк - 295-й противотанковый дивизион - 295-й сапёрный батальон - 295-й батальон связи - Подразделения обеспечения дивизии | - XXXXIX горный армейский корпус - 132-е горное артиллерийское командование - 34-й моторизованный наблюдательный батальон - 601-й моторизованный сапёрный полковой штаб - 659-й сапёрный батальон (на конной тяге) - 4-я горнопехотная дивизия - 1/,2/,3/13-й горнопехотный полк - 1/,2/,3/91-й горнопехотный полк - 94-й противотанковый дивизион - 94-й велосипедный батальон - 1/,2/,3/,4/94-й артиллерийский полк - 94-й полевой запасной батальон - 94-й батальон связи - 94-й сапёрный батальон - Подразделения обеспечения дивизии - 198-я пехотная дивизия - 1/,2/,3/305-й пехотный полк - 1/,2/,3/306-й пехотный полк - 1/,2/,3/326-й пехотный полк - 1/,2/,3/35-й артиллерийский полк - Прямое подчинение штабу 17-й полевой армии: - 454-я охранная дивизия - 1/,2/,3/375-й пехотный полк - 1/,2/602-й пехотный полк - 1/6-й полицейский полк (3 роты) - 828-я моторизованная рота связи - 445-я танковая рота - 2/221-й артиллерийский дивизион - Подразделения обеспечения дивизии - 100-я лёгкая пехотная дивизия - 1/,2/,3/54-й лёгкий пехотный полк - 1/,2/,3/227-й лёгкий пехотный полк - 1/,2/,3/,4/83-й артиллерийский полк - 100-й велосипедный батальон - 100-й противотанковый дивизион - 100-й сапёрный батальон - 100-й батальон связи - Подразделения обеспечения дивизии - 68-я пехотная дивизия - 1/,2/169-й пехотный полк - 2/,3/188-й пехотный полк - 1/196-й пехотный полк - 1/,2/,3/168-й противотанковый дивизион - 168-й велосипедный батальон - 1/,2/,3/,4/168-й артиллерийский полк - 168-й сапёрный батальон - 168-й батальон связи - Подразделения обеспечения дивизии - 298-я пехотная дивизия: - 1/,2/,3/525-й пехотный полк - 1/,2/,3/526-й пехотный полк - 1/,2/,3/527-й пехотный полк - 298-й противотанковый дивизион - 298-й велосипедный батальон - 1/,2/,3/,4/298-й артиллерийский полк - 298-й сапёрный батальон - 298-й батальон связи - Подразделения обеспечения дивизии |

- Итальянский быстрый армейский корпус (Corpo d’Armata Celere):

| - 3-я кавалерийская дивизия «Amededo Duca d’Aosta»: - 3-й кавалерийский полк «Савойя» - 5-й кавалерийский полк «Lancieri di Novcara» - 3-й берсальерский полк - 18-й берсальерский батальон - 20-й берсальерский батальон - 25-й берсальерский батальон - 6-й берсальерский полк - 6-й берсальерский батальон - 13-й берсальерский батальон - 19-й берсальерский батальон - 120-й моторизованный артиллерийский полк - 99-й миномётный дивизион - 103-я рота связи - 105-я сапёрная рота - 73-я медицинская секция - 159-й полевой госпиталь - 837-й полевой госпиталь - 20-й хирургический отряд - 213-я моторизованная транспортная секция - 874-я моторизованная транспортная секция - 356th CCRR Section - 9-я итальянская пехотная дивизия Pasubio (полумоторизованная) - 7-й пехотный полк Рома - 8-й пехотный полк Рома - 8-й артиллерийский полк Pasubio - 13-я зенитная артиллерийская батарея (20-мм) - 18-я зенитная артиллерийская батарея (20-мм) - 85-я зенитная артиллерийская батарея (20-мм) - 9-й миномётный дивизион - 9-я противотанковая рота - 9-я рота связи - 30-я сапёрная рота - 5-я медицинская секция - 238-й полевой госпиталь - 137-я тяжёлая моторизованная транспортная секция - 10-я транспортная рота - 25th CCRR Section | - 52-я итальянская пехотная дивизия «Торино» (полумоторизованная) - 81-й пехотный полк «Торино» - 82-й пехотный полк «Торино» - 52-й артиллерийский полк «Торино» - 26-й миномётный дивизион (придан от 26-й пехотной дивизии) - 52-й миномётный дивизион - 52-я противотанковая рота - 171-я противотанковая рота - 52-й инженерный батальон - 52-я рота связи - 57-я сапёрная рота - 52-я медицинская секция - 578-й полевой госпиталь - 56-я моторизованная транспортная секция - 180-й моторизованный транспортный отряд - 52-я секция бензиновая секция - 66th CCRR Section |

| - 511-й моторизованный звукометрический взвод - 617-й моторизованный геодезический взвод - 284-й армейский береговой артиллерийский дивизион - 474-й армейский береговой артиллерийский дивизион - 774-й армейский береговой артиллерийский дивизион - 783-й армейский береговой артиллерийский дивизион - 2/707-й армейский береговой артиллерийский дивизион - 8/145-й армейский береговой артиллерийский дивизион - 2/147-й армейский береговой артиллерийский дивизион - 148-й армейский береговой артиллерийский дивизион - 3/,4/521-й мостостроительный батальон - 552-й мостостроительный батальон - 646-й мостостроительный батальон - 4/624-й мостостроительный батальон - 4/521-й мостостроительный батальон - 926-й штаб мостового эскадрона - 1/403-я моторизованная мостовая колонна Б - 1/410-я моторизованная мостовая колонна Б - 2/427-я моторизованная мостовая колонна Б - 2/430-я моторизованная мостовая колонна Б - 536-я моторизованная мостовая колонна Б - 2/406-я моторизованная мостовая колонна Б - 173-й отряд мостового имущества T - 2-й крепостной инженерный штаб - 61-й крепостной строительный батальон - 19-й строительный штаб - 37-е командование строительных войск - 505-й тяжёлый дорожно-строительный батальон - 678-й тяжёлый дорожно-строительный батальон - 245-й (K) строительный батальон - Klugar OT Unit Staff - 71st OT Unit - 73rd OT Unit - 223-я танковая рота - 538-й полк связи - 15-е полевое командование связи - 695-я пропагандистская рота - В прямом подчинении полевой армии: - Усиленный 213-й пехотный полк - von Perekop Division: организация неизвестная - VII румынский армейский корпус: - 8-я румынская кавалерийская дивизия - 4-й полк Rosiori - 2-й моторизованный кавалерийский полк Calarasi - 3-й кавалерийский полк Calarasi - 3-й конный артиллерийский полк - 10-я румынская пехотная дивизия - 23-й пехотный полк - 33-й пехотный полк - 38-й пехотный полк - 3-й артиллерийский полк - 20-й артиллерийский полк - 4-й кавалерийский полк Calarasi (1 эскадрон) - 19-я румынская пехотная дивизия - 94-й пехотный полк - 95-й пехотный полк - 96-й пехотный полк - 37-й артиллерийский полк - 42-й артиллерийский полк - 10-й кавалерийский полк Calarasi (1 sqn) - Румынский горный армейский корпус: подразделения неизвестны - XXXXII армейский корпус: - 1/,2/140-й мотострелковый полк (придан от 22-й танковой дивизии) - 114-е артиллерийское командование - 617-й моторизованный сапёрный полковой штаб - 3/521-й строительный батальон - 46-я моторизованная мостовая колонна Б - 70-я моторизованная мостовая колонна Б - 533-я моторизованная мостовая колонна Б - 903-е командование штурмовых катеров - 777-я сапёрная посадочная рота - 86-й строительный батальон - 103-е командование строительных войск - 597-й тяжёлый дорожно-строительный батальон - Группа береговой обороны Шрёдера: - 938-й армейский береговой артиллерийский штаб - 144-й армейский береговой артиллерийский дивизион - 287-й армейский береговой артиллерийский дивизион - 707-й армейский береговой артиллерийский дивизион - 617-й армейский береговой артиллерийский дивизион - 4-я румынская горнопехотная дивизия - 8-й горнострелковый полк - 9-й горнострелковый полк - 4-й горноартиллерийский полк - Горные стрелки (1 эскадрон) - 4-й горный инженерный батальон - 46-я пехотная дивизия - 1/,2/,3/42-й пехотный полк - 1/,2/,3/72-й пехотный полк - 1/,2/,3/97-й пехотный полк - 42-й противотанковый дивизион - 46-й велосипедный батальон - 1/,2/,3/114-й артиллерийский полк - 1/115-й артиллерийский дивизион - 88-й сапёрный батальон - 76-й батальон связи - Подразделения обеспечения дивизии - XXX армейский корпус: - 110-е артиллерийское командование - 249-й дивизион штурмовых орудий - 4/818-й моторизованный дивизион (100 мм) - 154-й (чешский) тяжёлый моторизованный полевой гаубичный дивизион - 2/2-й моторизованный полевой гаубичный учебный полк - 6/2-й моторизованный полевой гаубичный учебный полк (150-мм гаубицы) - Штаб 2/2-го артиллерийского учебного полка (210-мм гаубицы) - 5/2-й моторизованный артиллерийский учебный полк (210-мм гаубицы) - 1-я батарея, 624-й моторизованный миномётный дивизион - 29-й моторизованный наблюдательный батальон - 3/147-й армейский береговой артиллерийский дивизион - 772-й армейский береговой артиллерийский дивизион - 70-й моторизованный полк реактивных миномётов - 690-й моторизованный сапёрный полковой штаб - 70-й моторизованный сапёрный батальон - 741-й (t.mot) сапёрный батальон - 176-й отряд мостового имущества Т - 902-й отряд французского мостового имущества - 300-й танковый батальон (1/2 батальона присутствует) - 610-й артиллерийский дивизион - 28-я лёгкая пехотная дивизия - 1/,2/,3/49-й лёгкий пехотный полк - 1/,2/,3/83-й лёгкий пехотный полк - 1/,2/,3/,4/28-й артиллерийский полк - 28-й велосипедный батальон - 28-й противотанковый дивизион - 28-й сапёрный батальон - 28-й батальон связи - 28-й полевой запасной батальон - Подразделения обеспечения дивизии - 72-я пехотная дивизия - 1/,2/,3/105-й пехотный полк - 1/,2/,3/124-й пехотный полк - 1/,2/,3/266-й пехотный полк - 72-й противотанковый дивизион - 172-й велосипедный батальон - 1/,2/,3/,4/172-й артиллерийский полк - 72-й сапёрный батальон - 72-й батальон связи - Подразделения обеспечения дивизии | - LIV армейский корпус: - 138-е артиллерийское командование - 306-е (H.) артиллерийское командование - 49-й моторизованный артиллерийский полковой штаб - 781-й моторизованный артиллерийский полковой штаб - 787-й моторизованный артиллерийский полковой штаб - 190-й дивизион штурмовых орудий - 197-й дивизион штурмовых орудий - 2/818-й моторизованный дивизион (100 мм) - 2/54-й моторизованный смешанный тяжёлый полевой гаубичный дивизион - 1/77-й моторизованный тяжёлый полевой гаубичный дивизион - 3/111-й моторизованный тяжёлый полевой гаубичный дивизион - 737-й (чешский) моторизованный тяжёлый полевой гаубичный дивизион - 767-й моторизованный тяжёлый полевой пушечный дивизион (150мм) - 4/2-й артиллерийский учебный полк (210 мм миномёты) - 857-й 210-мм миномётный дивизион - 624-й моторизованный миномётный дивизион (1 btry, 2 305-мм гаубицы) - 641-й (смешанный) (моторизованный) миномётный дивизион (6 305-мм H M1) - 815-й моторизованный миномётный дивизион(6 305-мм чешских гаубиц) - 917-й моторизованный миномётный дивизион(1 btry, 194-мм самоходные пушки) - 1/814-й (чешский) моторизованный гаубичный дивизион (5 240-мм гаубиц) - 2/814-й (чешский) моторизованный гаубичный дивизион (5 240-мм гаубиц) - 672-й железнодорожный артиллерийский дивизион (1 800-мм «Gustav Gerät» KE пушка) - 459-й железнодорожный артиллерийский дивизион (1 420-мм Gamma гаубица) - 688-й железнодорожный артиллерийский дивизион (2 280-мм K5 орудия & 2 20-мм зенитных орудияs) - 833rd (Karl) Super Heavy Artillery - 458th Super Heavy Artillery (1 420-мм гаубица) - 741st Super Heavy Artillery - 742nd Super Heavy Artillery - 743rd Super Heavy Artillery - 744th Super Heavy Artillery (3 280-мм гаубицы) - 31-й моторизованный наблюдательный батальон - 556-й моторизованный наблюдательный батальон - 513-й моторизованный метеорологический батальон - 627-й моторизованный звукометрический взвод - 1/147-й армейский береговой артиллерийский дивизион - 3/148-й армейский береговой артиллерийский дивизион - 502-й армейский береговой артиллерийский дивизион (1 батарея, 170 мм пушки) - 1-й полковой штаб реактивных миномётов - 4-й моторизованный дивизион реактивных миномётов - 3/54-й моторизованный полк реактивных миномётов - 2-й моторизованный учебный полк реактивных миномётов - 1-й моторизованный полк тяжёлых реактивных миномётов - 46-й моторизованный сапёрный батальон - 744-й сапёрный батальон (на конной тяге) - 88-я моторизованная мостовая колонна Б - 620-я моторизованная мостовая колонна Б - 905-е командование штурмовых катеров - 1-й моторизованный сапёрный взвод прослушивания - 300-й танковый батальон (1/2 б-на присутствует) - 22-й зенитный батальон - 132-я пехотная дивизия - 1/,2/,3/436-й пехотный полк - 1/,2/,3/437-й пехотный полк - 1/,2/,3/438-й пехотный полк - 132-й противотанковый дивизион - 132-й велосипедный батальон - 1/,2/,3/,4/132-й артиллерийский полк - 132-й сапёрный батальон - 132-й батальон связи - Подразделения обеспечения дивизии - 22-я пехотная дивизия - 1/,2/,3/16-й пехотный полк - 1/,2/,3/65-й пехотный полк - 22-й противотанковый дивизион - 22-й разведывательный батальон - 1/,2/,3/,4/22-й артиллерийский полк - 22-й зенитный батальон - 22-й сапёрный батальон - 22-й батальон связи - Подразделения обеспечения дивизии - 50-я пехотная дивизия - 1/,2/,3/121-й пехотный полк - 1/,2/,3/122-й пехотный полк - 1/,2/,3/123-й пехотный полк - 150-й противотанковый дивизион - 150-й велосипедный батальон - 1/,2/,3/,4/150-й артиллерийский полк - 71-й сапёрный батальон - 71-й батальон связи - Подразделения обеспечения дивизии - 24-я пехотная дивизия - 1/,2/,3/31-й пехотный полк - 1/,2/,3/32-й пехотный полк - 1/,2/,3/102-й пехотный полк - 24-й противотанковый дивизион - 24-й велосипедный батальон - 1/,2/,3/24-й артиллерийский полк - 1/60-й артиллерийский дивизион - 24-й сапёрный батальон - 24-й батальон связи - Подразделения обеспечения дивизии - 18-я румынская пехотная дивизия - 18-й пехотный полк - 90-й пехотный полк - 92-й пехотный полк - 35-й артиллерийский полк - 36-й артиллерийский полк - 10-й кавалерийский полк Calarasi (1 sqn) - 1-я румынская горнострелковая дивизия - 1-й горнострелковый полк - 2-й горнострелковый полк - 1-й горноартиллерийский полк - Конные стрелки (1 эскадрон) - 2-й горный инженерный батальон |

| - 444-я охранная дивизия: (присутствует только часть дивизии) - 1/,2/,3/360-й пехотный полк - 1/,2/46-й пехотный полк - 2/6-й полицейский полк (3 роты) - 829-я моторизованная рота связи - 454-я охранная рота - 3/221-й артиллерийский дивизион - Подразделения обеспечения дивизии | - 213-я охранная дивизия: (присутствует только часть дивизии) - 1/,2/,3/610-й пехотный полк - 1/,2/,3/610-й пехотный полк - 201-я моторизованная рота связи - 1/213-й артиллерийский дивизион - 3/9-й полицейский полк (3 роты) - Подразделения обеспечения дивизии - 105-я венгерская лёгкая дивизия: организация неизвестные |

| - Для 6-й полевой армии - 336-я пехотная дивизия: - 1/,2/,3/685-й пехотный полк - 1/,2/,3/686-й пехотный полк - 1/,2/,3/687-й пехотный полк - 1/,2/,3/,4/336-й артиллерийский полк (2 батареи реактивных миномётов) - 336-й противотанковый дивизион - 336-й разведывательный батальон - 336-й инженерный батальон - 336-й сапёрный батальон - Подразделения обеспечения дивизии - 376-я пехотная дивизия: - 1/,2/,3/672-й пехотный полк - 1/,2/,3/673-й пехотный полк - 1/,2/,3/767-й пехотный полк - 1/,2/,3/,4/376-й артиллерийский полк - 376-й противотанковый дивизион - 376-й разведывательный батальон - 376-й инженерный батальон - 376-й сапёрный батальон - Подразделения обеспечения дивизии | - Для 2-й полевой армии - 383-я пехотная дивизия: - 1/,2/,3/531-й пехотный полк - 1/,2/,3/532-й пехотный полк - 1/,2/,3/533-й пехотный полк - 1/,2/,3/,4/383-й артиллерийский полк - 383-й противотанковый дивизион - 383-й инженерный батальон - 383-й батальон связи - Подразделения обеспечения дивизии - 387-я пехотная дивизия: - 1/,2/,3/541-й пехотный полк - 1/,2/,3/542-й пехотный полк - 1/,2/,3/543-й пехотный полк - 1/,2/,3/,4/387-й артиллерийский полк - 387-й противотанковый дивизион - 387-й разведывательный батальон - 387-й инженерный батальон - 387-й батальон связи - Подразделения обеспечения дивизии |

## Командующие
- генерал-оберст Герд фон Рундштедт (24.08.1939 — 1.12.1941)
- генерал-фельдмаршал Вальтер фон Рейхенау (1.12.1941 — 15.01.1942)
- генерал-фельдмаршал Федор фон Бок (18.01.1942 — 9.07.1942)
- генерал-фельдмаршал Эрих фон Манштейн (12.02.1943 — 31.03.1944)
- генерал-оберст Вальтер Модель (31.03.1944 — 4.04.1944)
- генерал-оберст Йоханнес Фриснер (23.09.1944 — 22.12.1944)
- генерал-пехоты Отто Вёлер (28.12.1944 — 6.04.1945)
- генерал-оберст Лотар Рендулич (6.04.1945 — 30.04.1945)